# Sfäriskt rullager

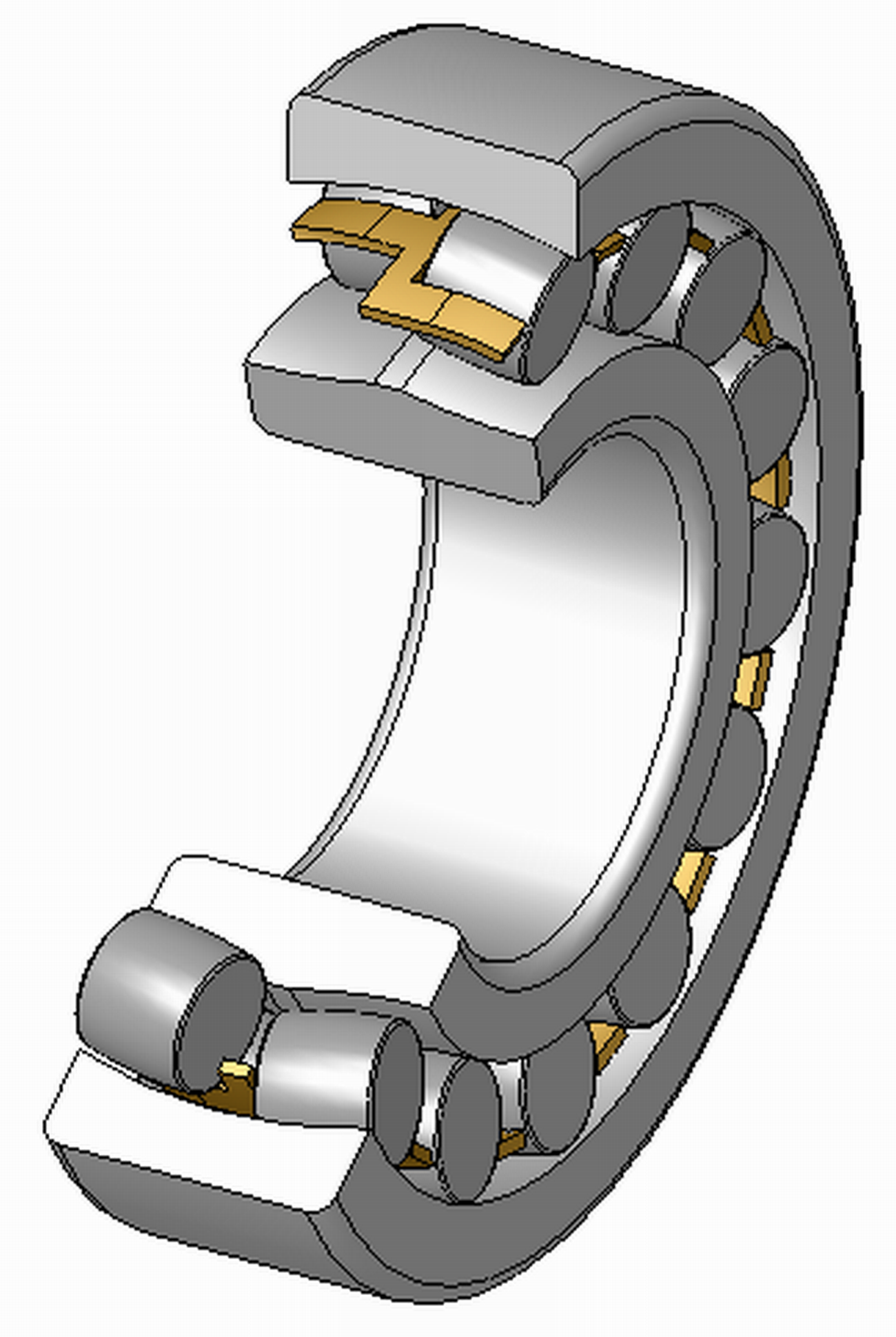
Sfäriskt rullager.

Sfäriskt rullager är ett rullager som medger rotation med låg friktion samt tillåter mindre vinkelfel.

## Historia
Det sfäriska rullagret är en vidareutveckling av Sven Wingquists uppfinning, det sfäriska kullagret som kom att omnämnas som 'SKF-lagret', vilket lade grunden till SKF:s snabba expansion som lagertillverkare. Det sfäriska rullagret, som SKF introducerade 1919, patenterades av ingenjören Arvid Palmgren, svenskt patent nr. 53856.

## Konstruktion
Lagret har två rullrader och medger snedställning såväl initialt som dynamiskt (under drift). Används ofta i tung industri, såsom i stålverk, gruvor, industriella växellådor eller i huvudlagringen av vindkraftverk.